# Ernst Back
Ernst Emil Alexander Back (21 de octubre de 1881-20 de junio de 1959) fue un físico alemán, nacido en Friburgo.. Es conocido por ser el descubridor del efecto Paschen-Back (directamente relacionado con el efecto Zeeman).

## Semblanza
Acudió a la escuela en Estrasburgo hasta 1900, y de 1902 hasta 1906 estudió derecho en Estrasburgo, Múnich, y Berlín. Comenzó a trabajar en la abogacía en Alsacia-Lorena hasta 1909, después de lo que abandona esta actividad en 1912 para estudiar física en Tubinga, obteniendo el doctorado en 1913, con una tesis, titulada Zur Prestonschen Regel, versando sobre lo que más tarde se denominaría efecto Paschen-Back, en honor de Back y de Friedrich Paschen.
Entre 1914 y 1918 sirvió con el Ejército alemán durante la Primera Guerra Mundial. Tras el conflicto, se convierte en director del laboratorio Veifa-Werke en Fráncfort, una compañía que producía material eléctrico y equipamiento de radiografía. En 1920 dejó esta ocupación para ser ayudante en el Instituto de Física en Tubinga. Fue nombrado profesor en 1926 en la Universidad de Hohenheim, y profesor titular en 1929. Se mantuvo en este puesto hasta 1936, cuando regresó  a Tubinga como profesor.
De 1926 a 1927 Samuel Goudsmit trabajó con Back en la primera medición del espín nuclear y de su efecto Zeeman.
Se retiró en 1948, y falleció en Múnich una década más tarde.

## Reconocimientos
- El cráter lunar Back recibió este nombre en su memoria.[2]

## Lecturas relacionadas
- Forman, Paul (1970). «Back, Ernst E.A.». Dictionary of Scientific Biography 1. New York: Charles Scribner's Sons. pp. 370-371. ISBN 0-684-10114-9."Back, Ernst E.A.". Dictionary of Scientific Biography 1. New York: Charles Scribner's Sons. pp. 370–371. ISBN 0-684-10114-9.

- Datos: Q77487